# Space Action
Space Action è un videogioco sparatutto a scorrimento orizzontale sviluppato da Arne Fernlund per Commodore 64 e uscito nel 1983. È il primo videogioco svedese pubblicato commercialmente. Richiese tre mesi di lavorazione e venne distribuito su cartuccia dalla società svedese Handic Software AB. Più di 10 000 copie vennero vendute in tutto il mondo, 7.000 delle quali nella sola Italia, dove il titolo divenne molto popolare; fu un piccolo successo anche in Australia. Benché carente di originalità, fu apprezzato mediamente dalla critica.
Era noto anche come Space Action 64, titolo stampato sulla cartuccia. Fu pubblicato anche su disco, con sottotitolo The Final Cosmic Frontier in copertina.
Fernlund lavorò a un sequel, Space Action 2, ma non lo completò mai.
La tedesca Quelle Soft ripubblicò Space Action con il titolo Sky Terror (a video è anche chiamato Space Blitz e compare, forse abusivamente, il marchio Ocean).

## Modalità di gioco
Si pilota una navicella su uno sfondo a scorrimento continuo verso destra, con effetto di parallasse (a due livelli, le buie montagne e il cielo stellato).
L'azione è molto veloce e il ritmo di gioco serrato.
La navicella si può muovere in tutte le direzioni, restando sempre rivolta verso destra, e può sparare anche a fuoco continuo tenendo premuto il pulsante/tasto.
È dotata di uno scudo protettivo luminescente, che si perde nel momento in cui si spara un colpo o ci si scontra con un avversario. Se non si spara, lo scudo si rigenera automaticamente dopo circa un secondo, un tempo comunque considerevole in rapporto alla velocità dell'azione. Solo quando ci si scontra in assenza di scudo si perde una vita.
Ogni livello è costituito da otto fasi che si susseguono senza interruzioni e presentano nemici differenti: navicelle, meteore e creature mutanti di vario tipo. Nell'ottava fase si affrontano contemporaneamente diversi tipi di nemici delle fasi precedenti. Gli avversari arrivano sempre frontalmente da destra, ma alcuni possono avere traiettorie inclinate che li rendono più insidiosi.

## Influenza culturale
A Space Action venne dedicata una speciale esibizione al Museo Nazionale Svedese di Scienza e Tecnologia nel 2008.
Alla lavorazione di Space Action venne dedicato un episodio della serie documentario Det svenska spelundret (ovvero, in italiano, "La meraviglia del gioco svedese").